# Švyturys-Utenos alus

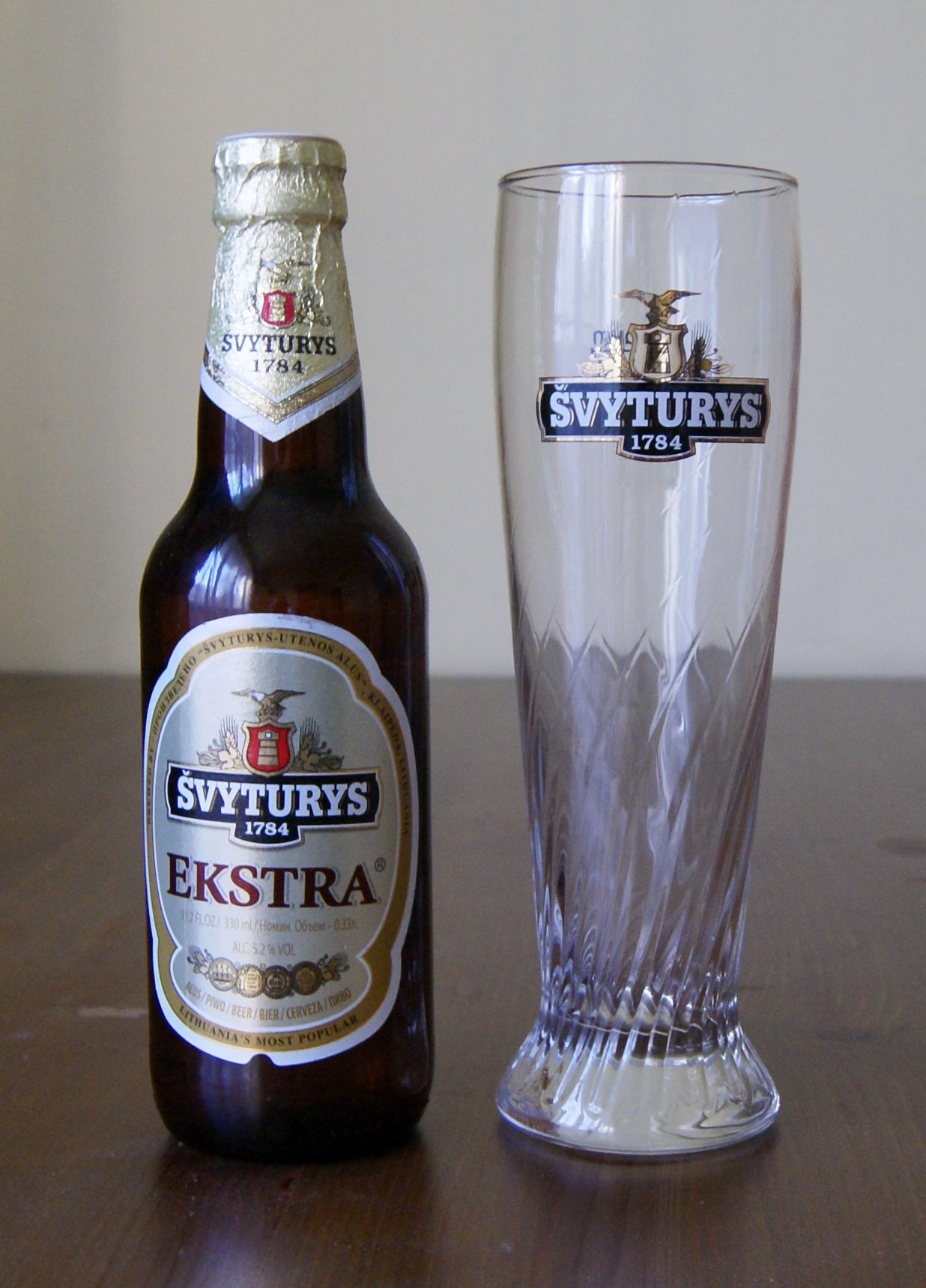
Flasche und Glas mit Logo

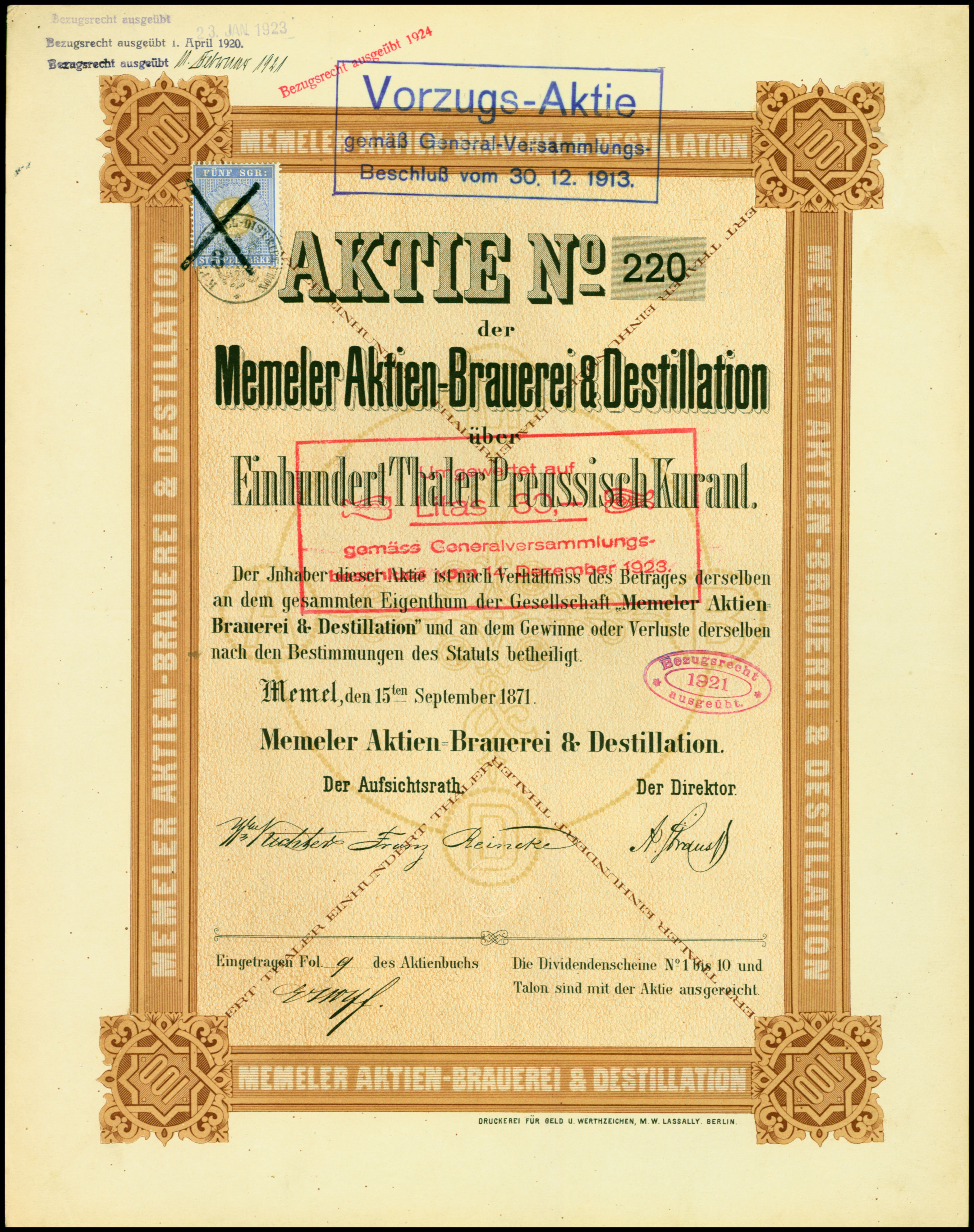
Aktie über 100 Thaler der Memeler Aktien-Brauerei & Destillation vom 15. September 1871

Švyturys-Utenos alus ist die größte Brauereigruppe in Litauen. Ihr Marktanteil betrug 2004 49,5 %. 2024 erzielte man einen Umsatz von 112,9 Mio. €

## Geschichte
Švyturys wurde als Brauerei Reincke 1784 in Memel von dem Memeler Kaufmann J. W. Reincke (nach anderen Quellen: Fr. W. Reinecke) in der Mühlendammstraße 23/25 gegründet. 1871 wurde die Brauerei in eine Aktiengesellschaft, die Memeler Aktien-Brauerei & Destillation, umgewandelt.
Während der deutschen Besatzung wurde der Betrieb von der Memeler Ostquell-Brauerei übernommen. 1950 wurde die Brauerei mit einer ersten Flaschenabfüllanlage ausgestattet, deren Kapazität wegen großer Nachfrage mehrfach erhöht wurde. 1973 wurde sie zur ersten litauischen Brauerei, die ihr Bier pasteurisierte. 1990 erhielt sie den Namen Švyturys (deutsch Leuchtturm). Im Jahr 2000 lagen 58,1 % der Anteile bei Carlsberg, 19,9 % bei der EBWE und der Rest bei anderen Aktionären.
Utenos alus wurde 1977 im oberlitauischen Utena gegründet.
Die beiden Brauereien schlossen sich 2001 zu einer gemeinsamen Aktiengesellschaft zusammen. Im Februar 2003 wurde das Unternehmen in eine Limited Aktiengesellschaft umgewandelt. Švyturys-Utenos ist im Besitz der Baltic Beverages Holding. 2011 hatte die Gesellschaft mit etwa 2000 Angestellten einen Umsatz von etwa 130 Mio. Euro und war damit die größte Brauerei Litauens. Die Markenbezeichnungen der einzelnen Brauereien Švyturys und Utenos werden weitergeführt.

## Produkt

### Švyturys
Unter der Marke Švyturys werden folgende Biere vertrieben:
- Ekstra, ein Exportbier mit 5,2 % Alkoholgehalt
- Premium Pils mit 3,9 % Alkoholgehalt
- Ekstra Draught, ein in Flaschen vertriebenes unpasteurisiertes Zapfbier mit 5,2 % Alkoholgehalt
- Švyturio, ein helles Bier mit 5 Volumenprozent Alkohol
- Gintarinis, ein Pils mit 4,7 % Alkoholgehalt
- Originalusis, ein dunkles Leichtbier mit 0,5 % Alkoholgehalt
- Stipriausias, ein Starkbier mit 8 % Alkoholgehalt
- Baltijos, ein Märzen
- Baltas, ein helles Weizenbier mit 5,2 % vol. Alkoholgehalt
- Degintas, ein Schwarzbier mit 5,5 % Alkoholgehalt
- Adler Bock, ein Bockbier
- Nealkoholinis, ein Alkoholfreies Bier
- Memelbräu

### Utenos
Utenos vertreibt unter anderem folgende Biere:
- Utenos
- Utenos Ice, ein 4,5 Alkoholprozentiges Eisbier
- Auksinis, ein Lagerbier mit 5 % Alkoholgehalt
- Utenos DLight, ein helles Lager mit 2,9 % Alkohol
- Utenos Pils, ein Pils mit 4,7 % Alkohol
- Stiprusis, ein Starkbier mit 7,5 % Alkohol
- Porteris, ein Bier der Baltic Porter Art (eine Art Ale)